# De Pue
De Pue – wieś w USA, w stanie Illinois, w hrabstwie Bureau. Według spisu z 2000 wioskę zamieszkuje 1842 osób. W 2023 liczba mieszkańców spadła do 1588 osób, a gęstość zaludnienia poniżej 207 osób/km².

## Geografia
Wioska zajmuje powierzchnię 7,7 km², z czego 7,0 km² stanowi ląd, natomiast 0,7 km² (8,75%) stanowi woda.

## Demografia
Według spisu z 2000 roku wioskę zamieszkuje 1 842 osób skupionych w 658 gospodarstwach domowych, tworzących 452 rodzin. Gęstość zaludnienia wynosi 262,4 osoby/km². W wiosce znajdują się 721 budynki mieszkalne, a ich gęstość występowania wynosi 102,7 mieszkania/km². Wioskę zamieszkuje 82,36% ludności białej, 0,11% stanowią Afroamerykanie, 0,49% stanowią rdzenni Amerykanie, 0,11% stanowią mieszkańcy Pacyfiku, 2,06% stanowią Azjaci, 11,51% stanowi ludność innych ras, 3,37% ludności wywodzącej się z dwóch lub więcej ras. Hiszpanie lub Latynosi stanowią 45,77% populacji.
W wiosce są 658 gospodarstwa domowe, w których 33,6% stanowią dzieci poniżej 18 roku życia żyjących z rodzicami, 52,4% stanowią małżeństwa, 11,4% stanowią kobiety nie posiadające męża oraz 31,2% stanowią osoby samotne. 27,5% wszystkich gospodarstw domowych składa się z jednej osoby oraz 16,7% żyjących samotnie ma powyżej 65 roku życia. Średnia wielkość gospodarstwa domowego wynosi 2,78 osoby, natomiast rodziny 3,42 osoby.
Przedział wiekowy kształtuje się następująco: 29% stanowią osoby poniżej 18 roku życia, 9,5% stanowią osoby pomiędzy 18 a 24 rokiem życia, 25,6% stanowią osoby pomiędzy 25 a 44 rokiem życia, 18,5% stanowią osoby pomiędzy 45 a 64 rokiem życia oraz 17,3% stanowią osoby powyżej 65 roku życia. Średni wiek wynosi 34 lata. Na każde 100 kobiet przypada 109,3 mężczyzn. Na każde 100 kobiet powyżej 18 roku życia przypada 98,6 mężczyzn.
Średni dochód dla gospodarstwa domowego wynosi 32 500 dolarów, a dla rodziny wynosi 36 985 dolarów. Dochody mężczyzn wynoszą średnio 26 094 dolarów, a kobiet 19 643 dolarów. Średni dochód na osobę w mieście wynosi 15 273 dolarów. Około 12,3% rodzin i 13,1% populacji miasta żyje poniżej minimum socjalnego, z czego 17,5% jest poniżej 18 roku życia i 6,8% powyżej 65 roku życia.